# Lasiosina orientalis
Lasiosina orientalis är en tvåvingeart som beskrevs av Nartshuk 1973. Lasiosina orientalis ingår i släktet Lasiosina och familjen fritflugor. Inga underarter finns listade i Catalogue of Life.